# Fotoperiodismus
Fotoperiodismus je fyziologická nebo behaviorální reakce organismu na délku světla a tmy (tzn. na fotoperiodu). Tento biologický proces nastává u rostlin i zvířat. Fotoperiodické reakce se dají s velkou přesnosti předpovědět.
V oblasti zvířat určuje délka světla (někdy spolu s teplotou prostředí) řadu procesů, mj. změny v zabarvení srsti či peří, migraci, počátek hibernace i období říje. U rostlin se fotoperiodismus projevuje např. dobou kvetení nebo obdobím klidu.